# James Hay (15e comte d'Erroll)
Pour les articles homonymes, voir James Hay et Hay.
James Hay, 15e comte d'Erroll (20 avril 1726 - 3 juillet 1778), est un noble écossais.

## Biographie
Né James Boyd, fils aîné de William Boyd (4e comte de Kilmarnock) et d'Anne Livingston à Falkirk le 26 avril 1726, il est connu de 1728 à 1746, alors que son père est comte de Kilmarnock, sous le titre de courtoisie de Lord Boyd.
Pendant la rébellion jacobite de 1745, son père, le comte, se range du côté du jeune prétendant, malgré le fait que James et son frère William aient alors des commandements sous George II, James dans l'armée, William dans la marine. Restant fidèle aux Hanovriens, James sert ensuite à la Bataille de Culloden, combattant face à son père. Au cours de la déroute qui suit la défaite des Jacobites, le comte est capturé et emmené dans le camp du gouvernement, échevelé et tête nue, où il aurait été reconnu par James, qui place son propre chapeau sur la tête de son père. C'est la dernière fois qu'ils se rencontrent, le comte étant alors transporté à Londres il est jugé pour trahison et exécuté l'année suivante, perdant toutes ses terres et tous ses titres, privant ainsi James de son héritage.
En 1751 cependant, bien que le comté soit aboli, James est autorisé à hériter des domaines de Kilmarnock. Parmi eux, Dean Castle, l'ancien siège de la famille qui a été ravagé par un incendie en 1735. Essayant de rembourser une partie des dettes de son père (dont il a également hérité), James vend le château en ruine au 13e comte de Glencairn.
Le 19 août 1758, il succède à sa grand-tante maternelle, Mary Hay (14e comtesse d'Erroll) comme quinzième comte d'Erroll, changeant simultanément son nom de famille de Boyd à Hay, ainsi que ses descendants. En plus du titre de comte d'Erroll, il exerce également les fonctions cérémonielles de Lord High Constable of Scotland.
Entre 1770 et 1774, il est pair représentant à la Chambre des lords.
Il meurt le 3 juillet 1778 à Callendar House, à l'âge de cinquante-deux ans.

## Mariage et descendance
En 1749, il épouse Rebecca Lockhart (décédée en 1761), fille d'Alexander Lockhart, Lord Covington (en), dont il a une fille:
- Lady Mary Hay (1754–?) Elle épouse John Scott de Balcomie en 1770 et divorce en 1771.

En 1762, il épouse Isabella Carr (1747-1808), fille de Sir William Carr, et ils ont a douze enfants :
- George Hay, 16e comte d'Erroll (1767 – 1798)
- William Hay (17e comte d'Erroll) (1772 – 1819)
- James Hay (décédé en 1797)
- Charlotte Hay (1763-1800), mariée à William Holwell Carr en 1797
- Isabella Anne Hay (1765-1793)
- Augusta Hay (1766-1822), mariée à George Boyle (4e comte de Glasgow)
- Harriet Jane Hay (1768-1812)
- Margaret Hay (1769-1832), épouse Charles Cameron en 1789
- Maria Elizabeth Hay (1771–1804), mariée à George Moore en 1795
- Frances Hay (1773–1806)
- Flaminia Hay (1774-1821), épouse le capitaine George James (décédé en 1840) en 1809
- Jemima Hay (1776-1822)